# Kikoi

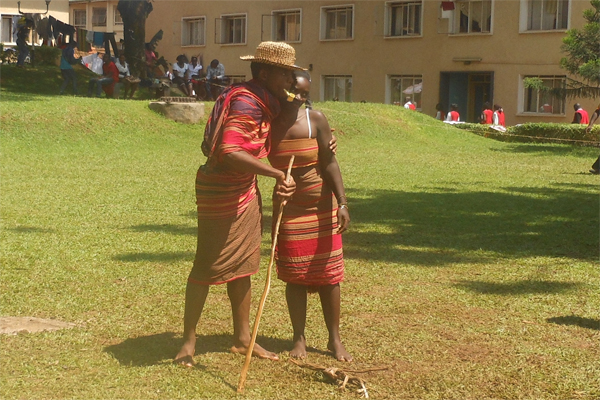
Traditioneller Kikoi

Ein Kikoi (aus dem Swahili kikoi, in der Mehrzahl: vikoi) ist ein Ostafrikanischer Herrenwickelrock. Sein Ursprung liegt bei den Swahili.

## Geschichte
Ursprünglich war der Kikoi ein an der ostafrikanischen Küste von Männern wie von Frauen getragenes Kleidungsstück, das traditionell als Rock gebunden bei besonderen Gelegenheiten getragen wurde. Seine Muster und Schriften zeigten gesellschaftliche Regeln, Konkurrenz und Sexualität, den alltäglichen Überlebenskampf oder auch Religion.
Im Gegensatz zu früher wird der traditionelle Baumwollstoff, der sich durch sein vielfältiges farbenfrohes Design auch in westlichen Ländern gut verkaufen lässt, heute auch zu Hüten, Bettüberwürfen, Teppichen und Vorhängen verarbeitet.